# Salume

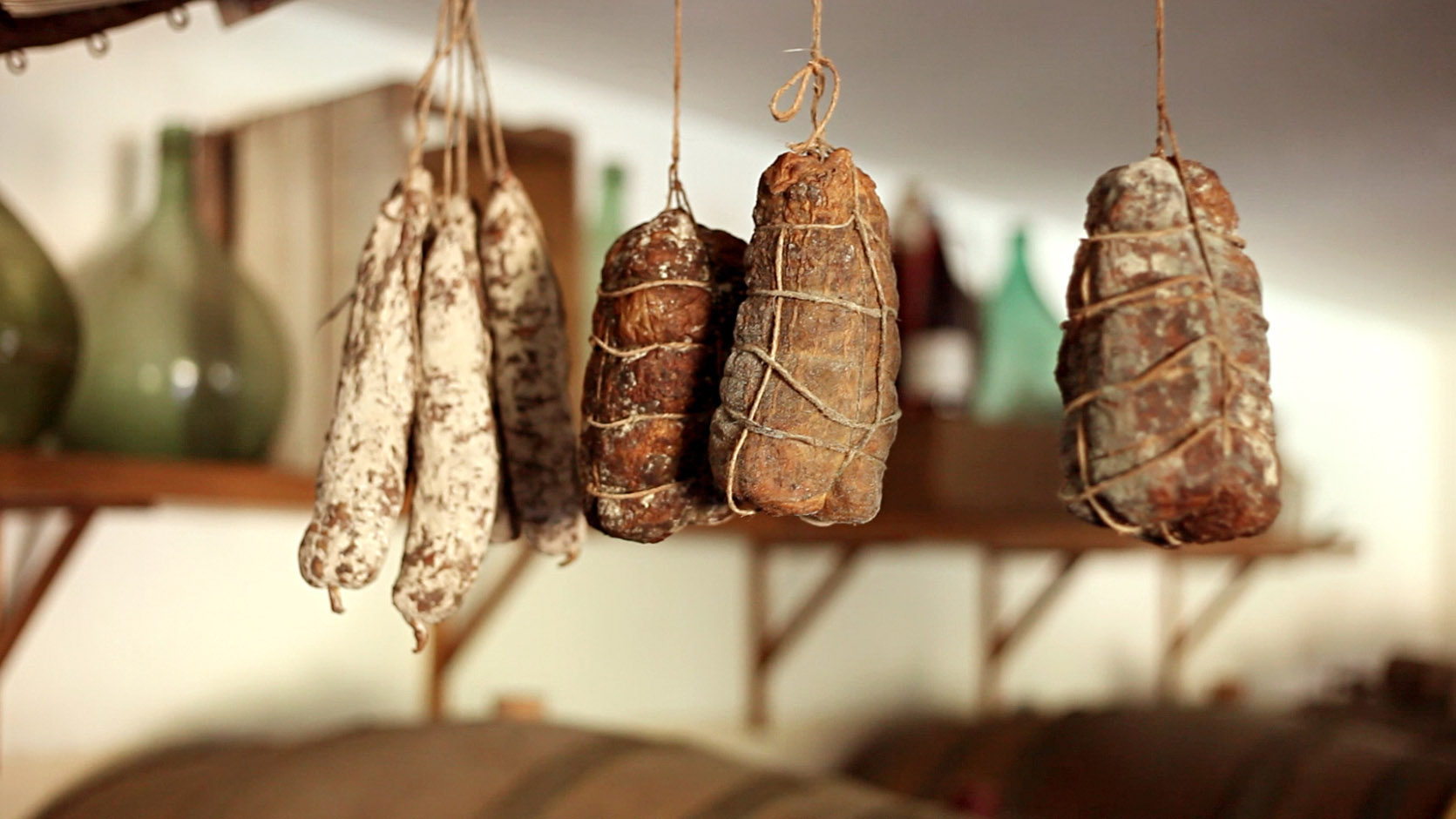
Salumi appesi ad asciugare

Con il termine salume (da sale) si indicano i prodotti alimentari a base di carne di maiale, che può essere sia salata, insaporita e stagionata, sia tritata e insaccata. Il termine è abitualmente usato per identificare ogni genere di affettato.

## Tipologie e varietà

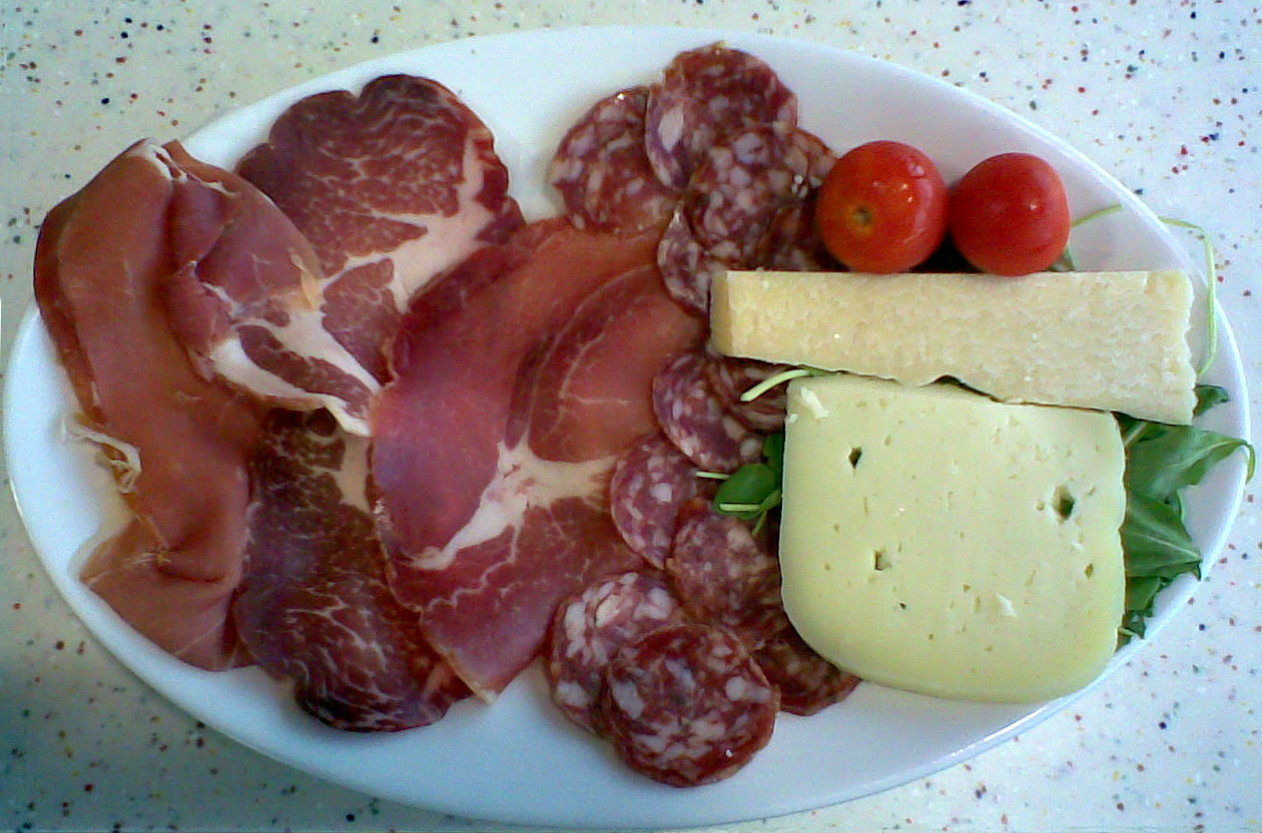
Un piatto di salumi romagnoli e formaggio

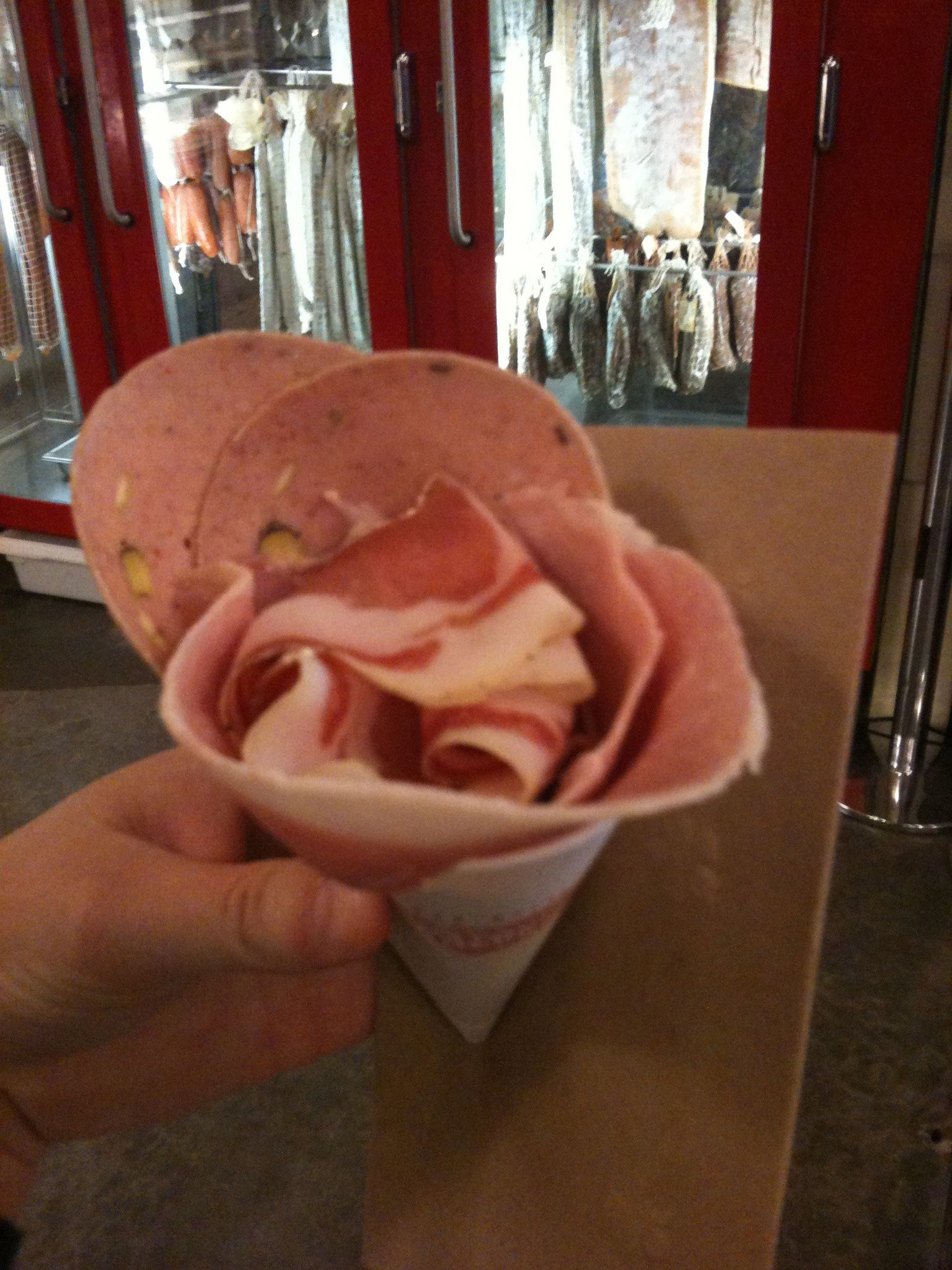
Cono di salumi venduto in una famosa salumeria di San Francisco

Si chiama "insaccato", quando è chiuso in un contenitore, come gli intestini dell'animale (budello) o i sacchi di materiale sintetico (più moderni). Quando non sono insaccati, i pezzi di carne vengono ricoperti di materiali conservanti, come sugne più o meno speziate ed altri preparati idonei.
La carne del maiale (suino) è certamente quella più usata per i salumi, ma vengono usate anche altre carni di animali d'allevamento (asino, bovino, capra, cavallo, oca, pecora, ecc), di selvaggina (cinghiale, cervo, capriolo) e infine anche di pesce, come la ficazza di tonno siciliana, il musciame e i salami di trota trentini e piemontesi. 
Il salume viene conservato in diversi modi, secondo che sia crudo, cotto, stagionato o affumicato.
Per lo scopo si possono utilizzare pezzi interi (prosciutto, coppa, spalla, ventre, ecc), oppure tritati e macinati vari, sia crudi (salami e salsiccia) che cotti (mortadella, wurstel, ecc), dove lo zampone e il cotechino risultano due esempi di carni crude da cuocere prima del consumo.
Per fare un altro esempio, la coppa piacentina è un insaccato esattamente come il salame di Felino, ma la carne non è stata macinata, semplicemente arrotolata, come nella pancetta.
I salami si ottengono da tessuti muscolari diversi, che vengono macinati e mescolati con frammenti di grasso, sale e pepe; l'impasto viene poi insaccato in budelli animali, che sono legati con lo spago a intervalli regolari. Segue un periodo di stagionatura (da 1 a 6 mesi) in ambiente ventilato e fresco (dai 10 ai 13 °C). 
Il prosciutto crudo è un salume non insaccato che viene stagionato; si ricava dalla coscia del maiale maschio (verro), mantenendo la pelle come copertura di conservazione, mentre per la zona dei tagli (coscia e piede) viene cosparso di sugna abbondante. Può essere salato a secco, per immersione in salamoia o per iniezione di soluzione salina nell'arteria femorale, ma la salatura a secco è il processo tradizionale più indicato per un elevato standard qualitativo. Il pezzo viene quindi strofinato con sale una volta al giorno, per il periodo di un mese circa, in ambiente refrigerato; poi si lava il prosciutto con acqua tiepida e alla fine lo si lascia stagionare all'aria aperta (al coperto) per almeno tre mesi (per i prodotti migliori anche un anno e più).

## Tipi di salumi

### Salumi di ovino, caprino e cervidi
- Borzat
- Hirschwurst (salsiccia di cervo, Alto Adige)
- Lo Boc (salame cotto di capra valdostano)
- Lucanica di capra o pecora (Trentino)
- Mocetta di Capriolo
- Mocetta di Camoscio
- Mocetta di Capra
- Mocetta di Cervo
- Montone affumicato (petto)
- Prosciutto di pecora (presuttu de berveghe)
- Salame di Capra o sausiccia d'crava (Piemonte)
- Salame di Cervo
- Salame di Capriolo
- Salame di Camoscio
- Bresaola di Cervo
- Tripous Tremèls (Linguadoca)
- Violino di Capra
  - Violino di Capra della Valchiavenna
- Violino di Capriolo
- Violino di Camoscio

### Salumi di bovino
- Bresaola

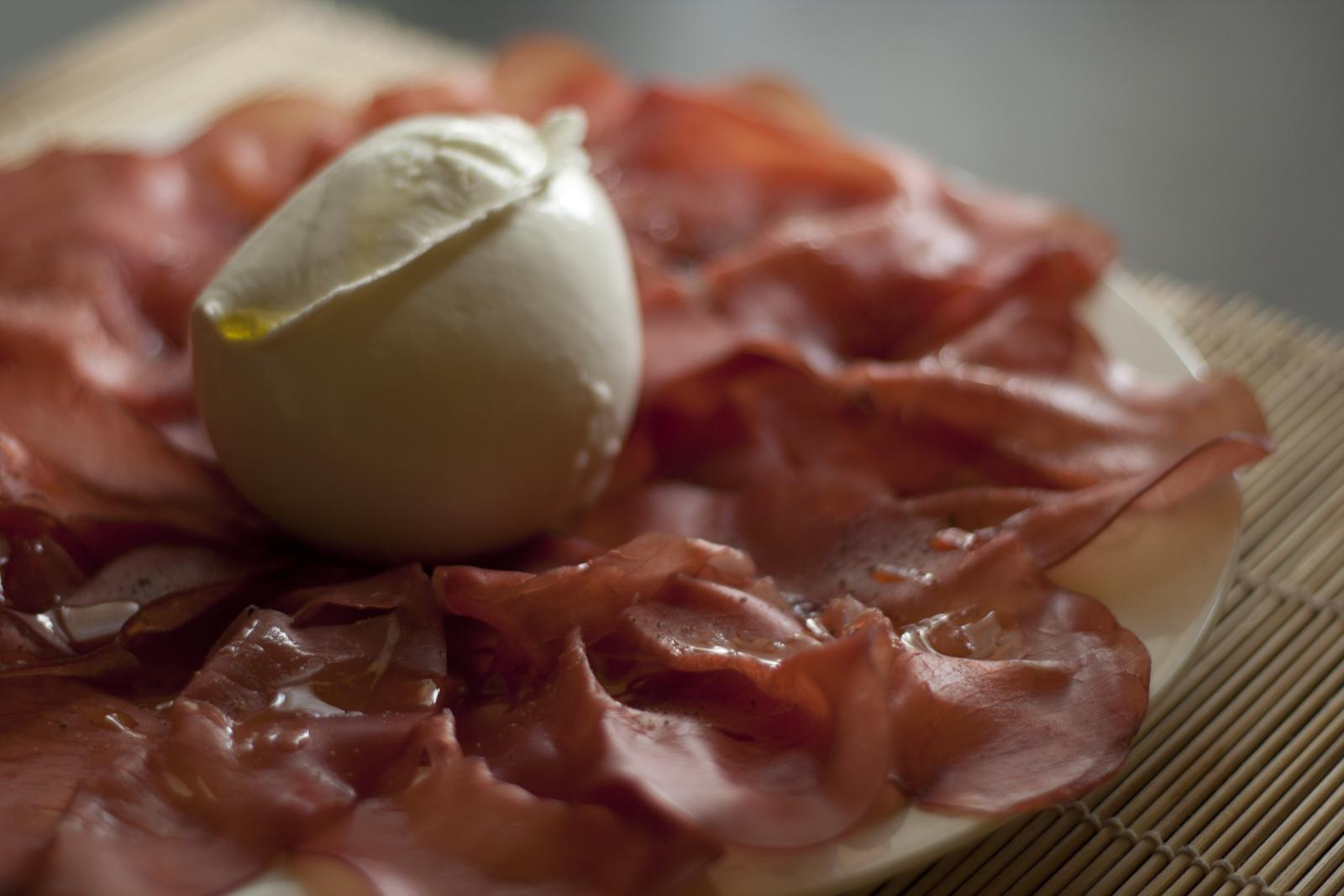
Bresaola

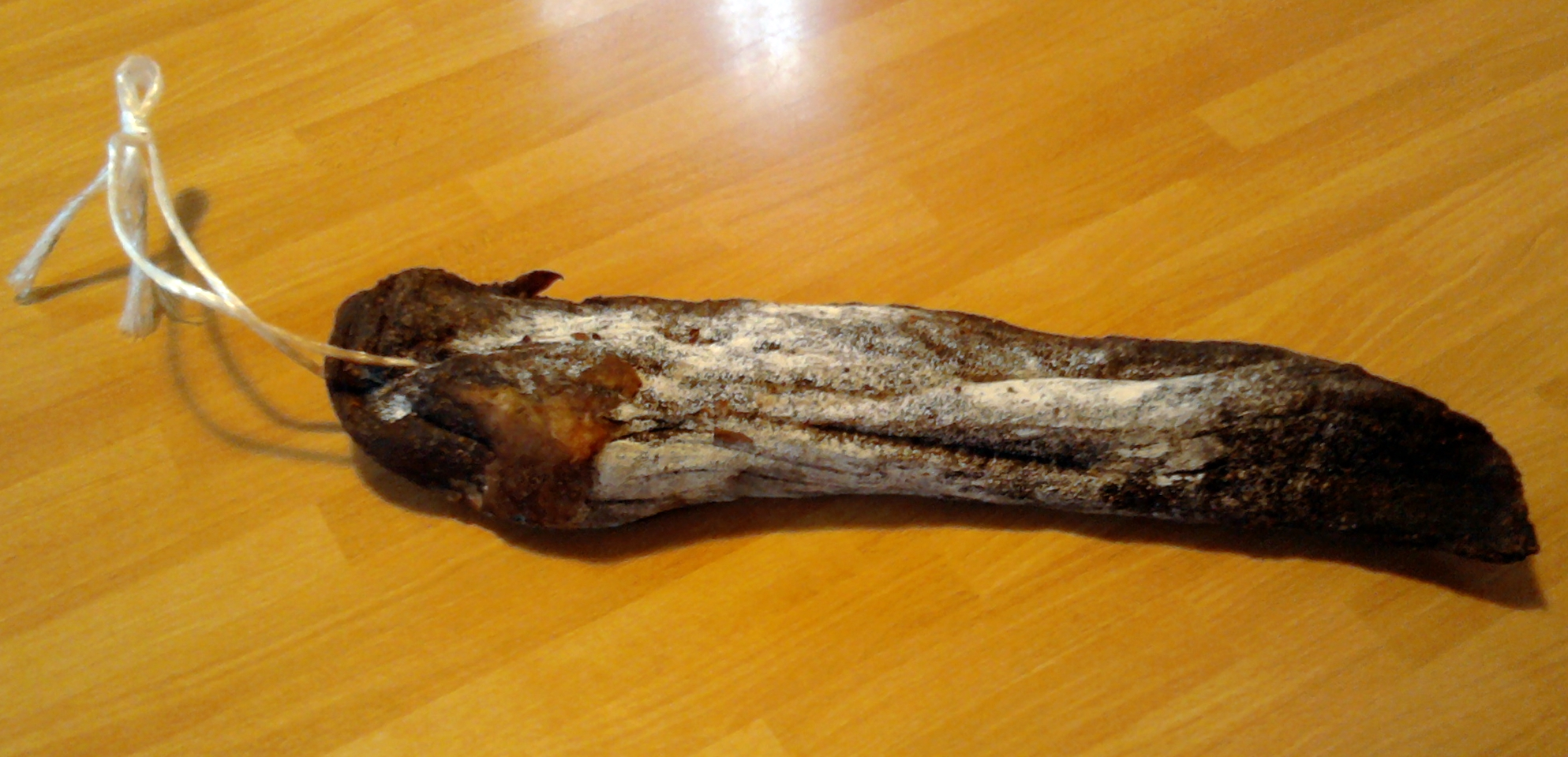
Slinzega

  - Bresaola della Valtellina (Lombardia)
  - Bresaola della Valdossola (Piemonte)
  - Bresaola affumicata (Valchiavenna)
- Slinzega
- Salame di turgia (Piemonte)
- Salame di giora (Piemonte)
- Mocetta di bovino o Motsetta
  - Mocetta valdostana (Valle d'Aosta)
- Filetto insaccato
- Carne salada di bovino
  - Carne salada del Trentino
  - Carne fumada di Siror (Trentino-Alto Adige)
  - Carne fumada della Val di Cembra (Trentino-Alto Adige)
  - Carne salmistrata della Val di Cembra (Trentino-Alto Adige)
- Teteun o Teutenne (Valle d'Aosta)
- Andouillette (Francia) variante della versione con carne suina
- Salsiccia di Bra[3] (Piemonte)

### Salumi di equino
- Bresaola di cavallo
- Carne salada di cavallo
- Luganega di cavallo (Lombardia)
- Lucanica mochena di cavallo (Trentino)
- Salame di cavallo
- Salame di asino
  - Salame di asino ragusano (Sicilia)
- Salamella di cavallo
- Sfilacci di equino
- Carne salada di cavallo
- Salsiccia di cavallo (Puglia)

### Salumi di suino

Macchina insaccatrice per salami

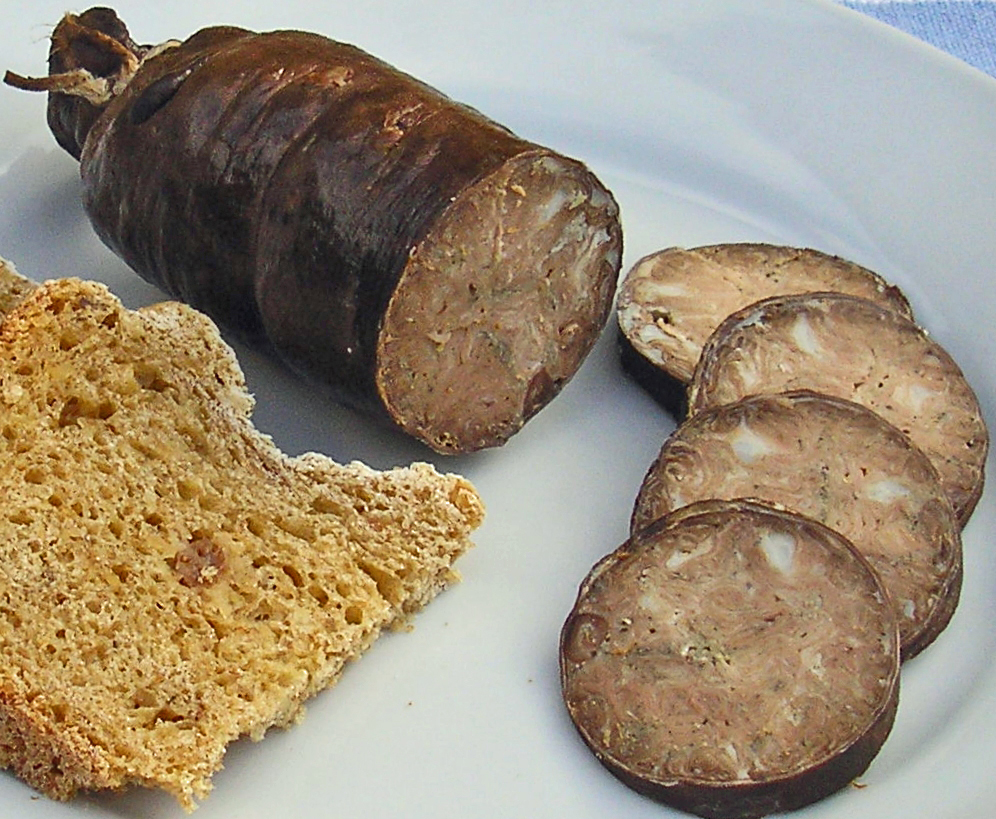
Andouille

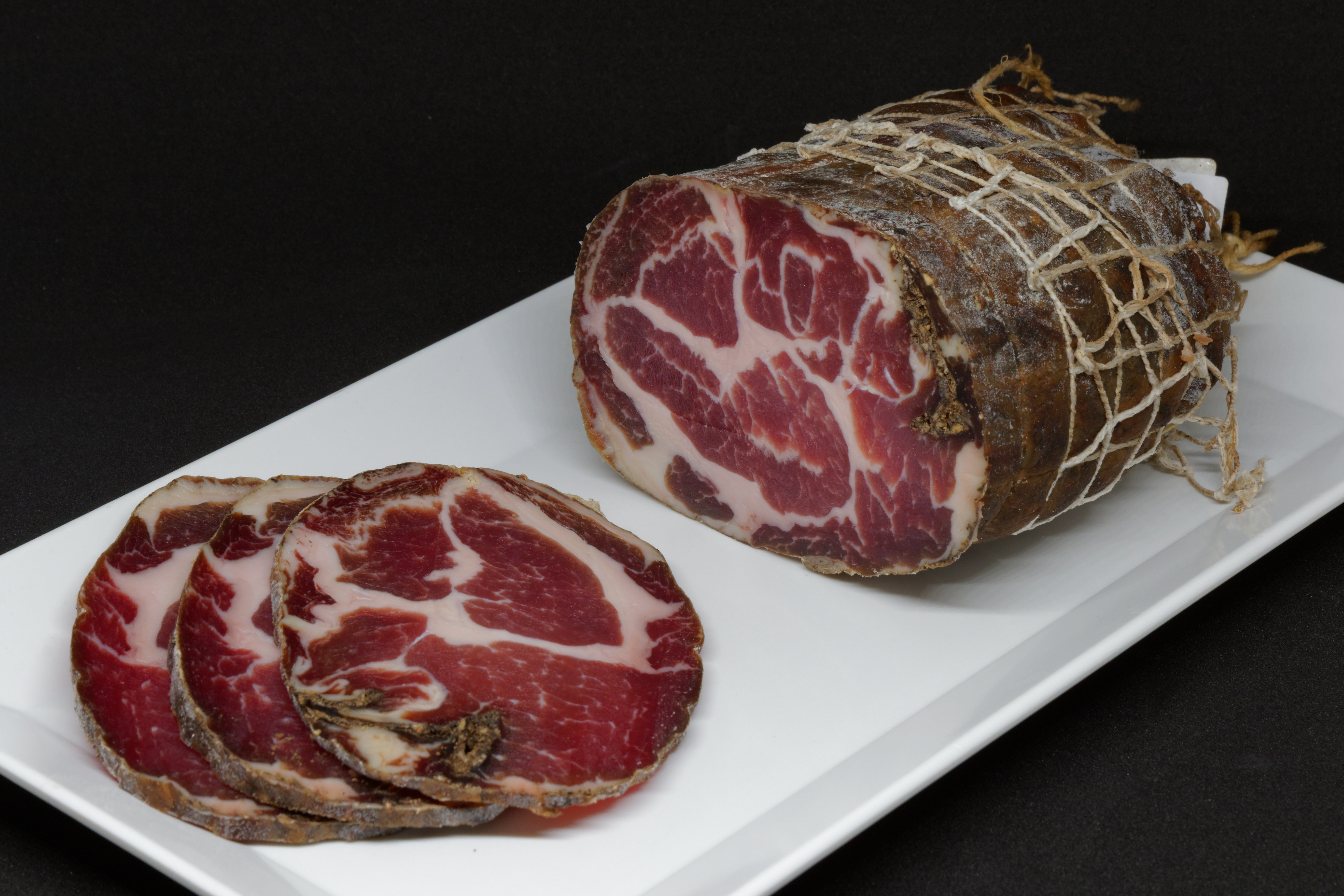
Capocollo

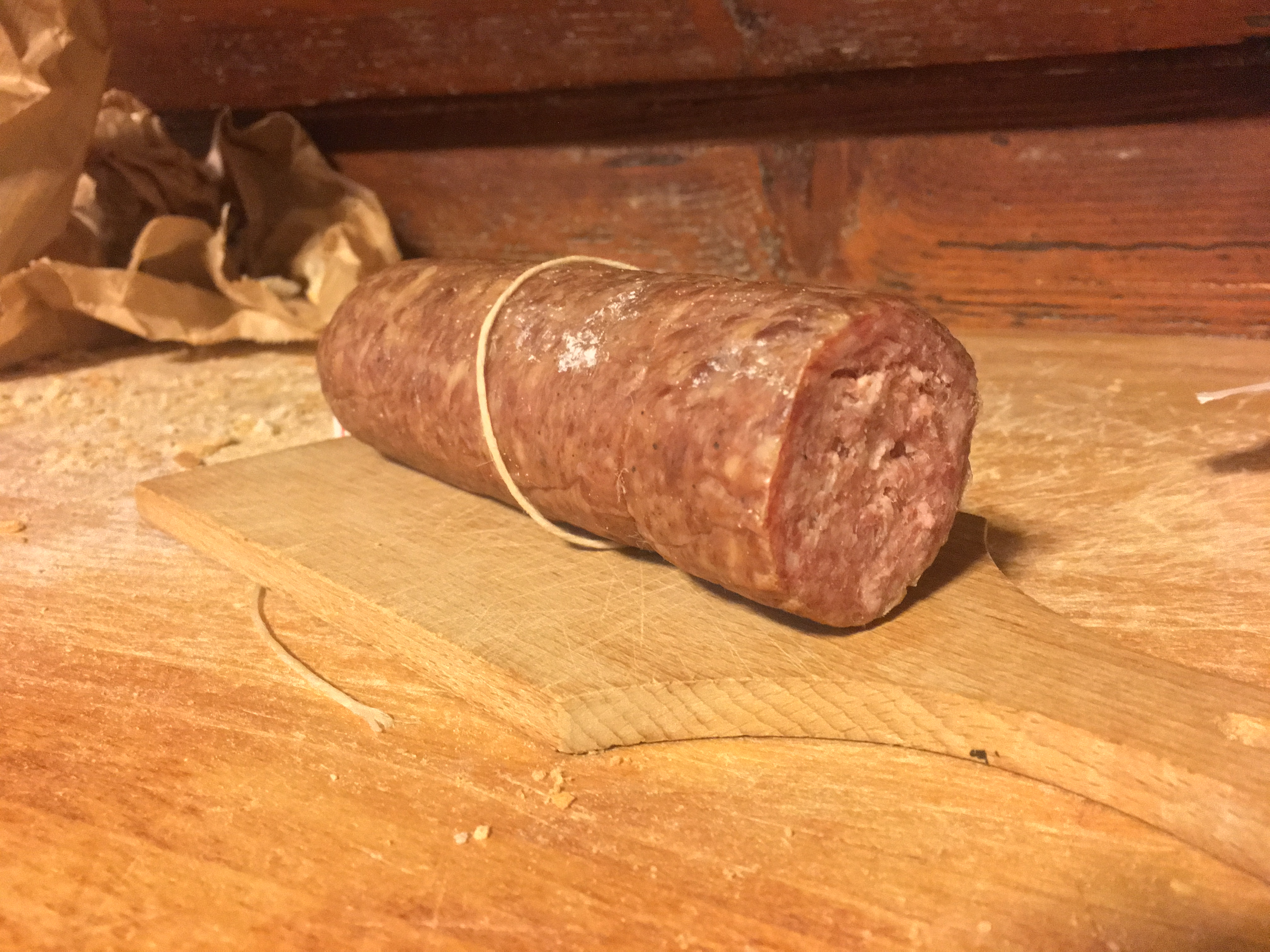
Ciauscolo

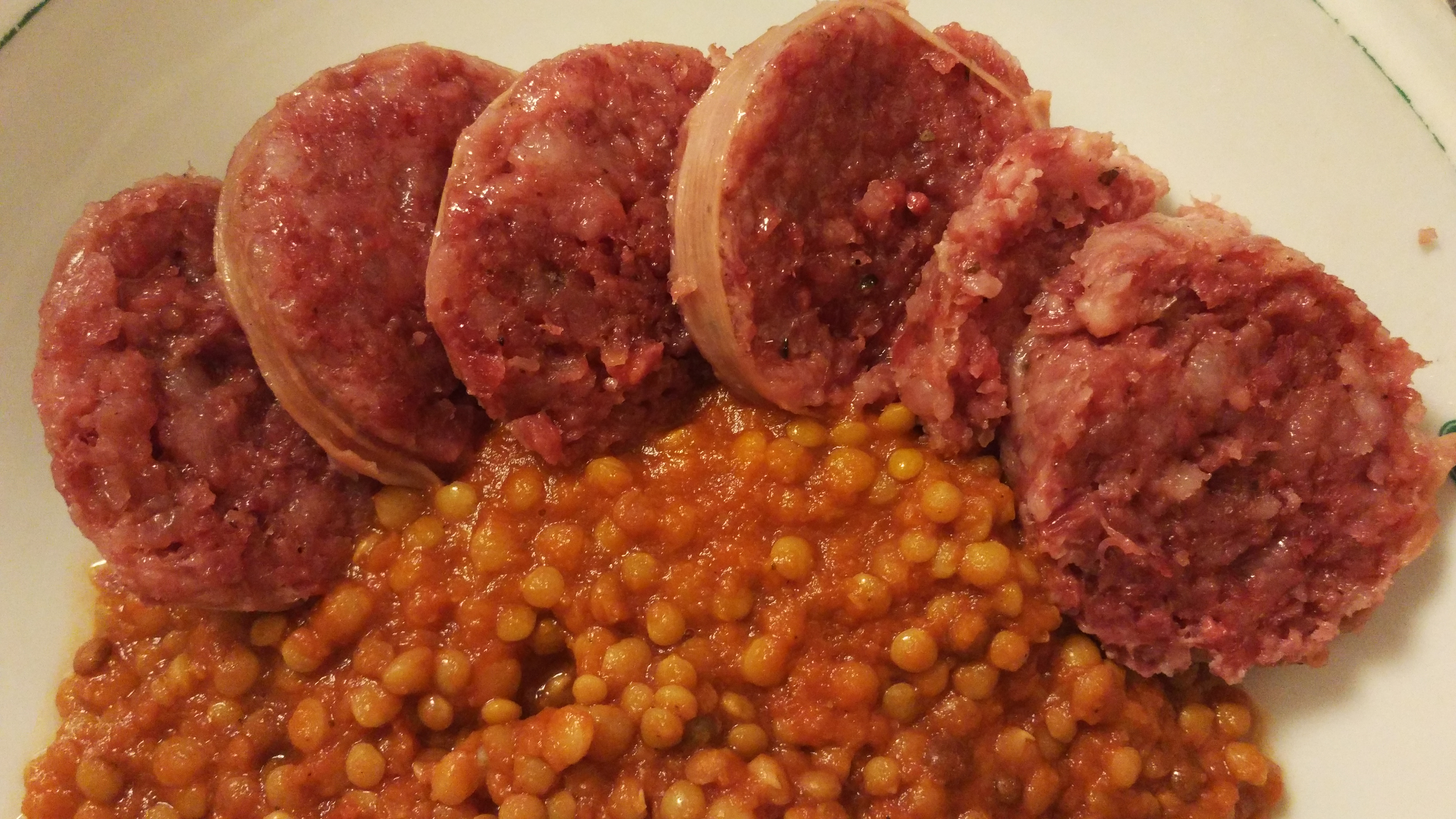
Cotechino

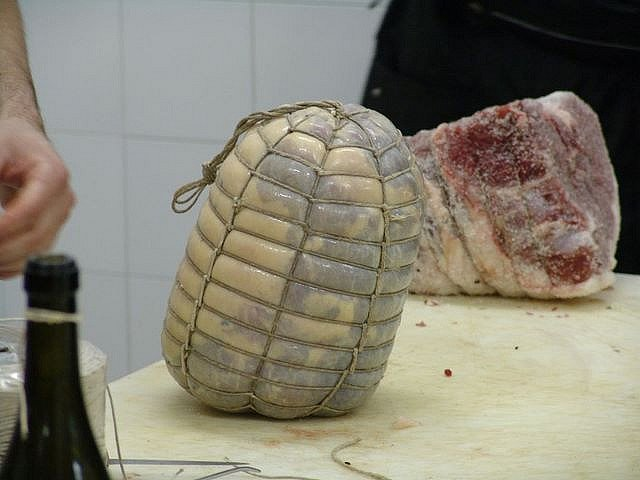
Culatello

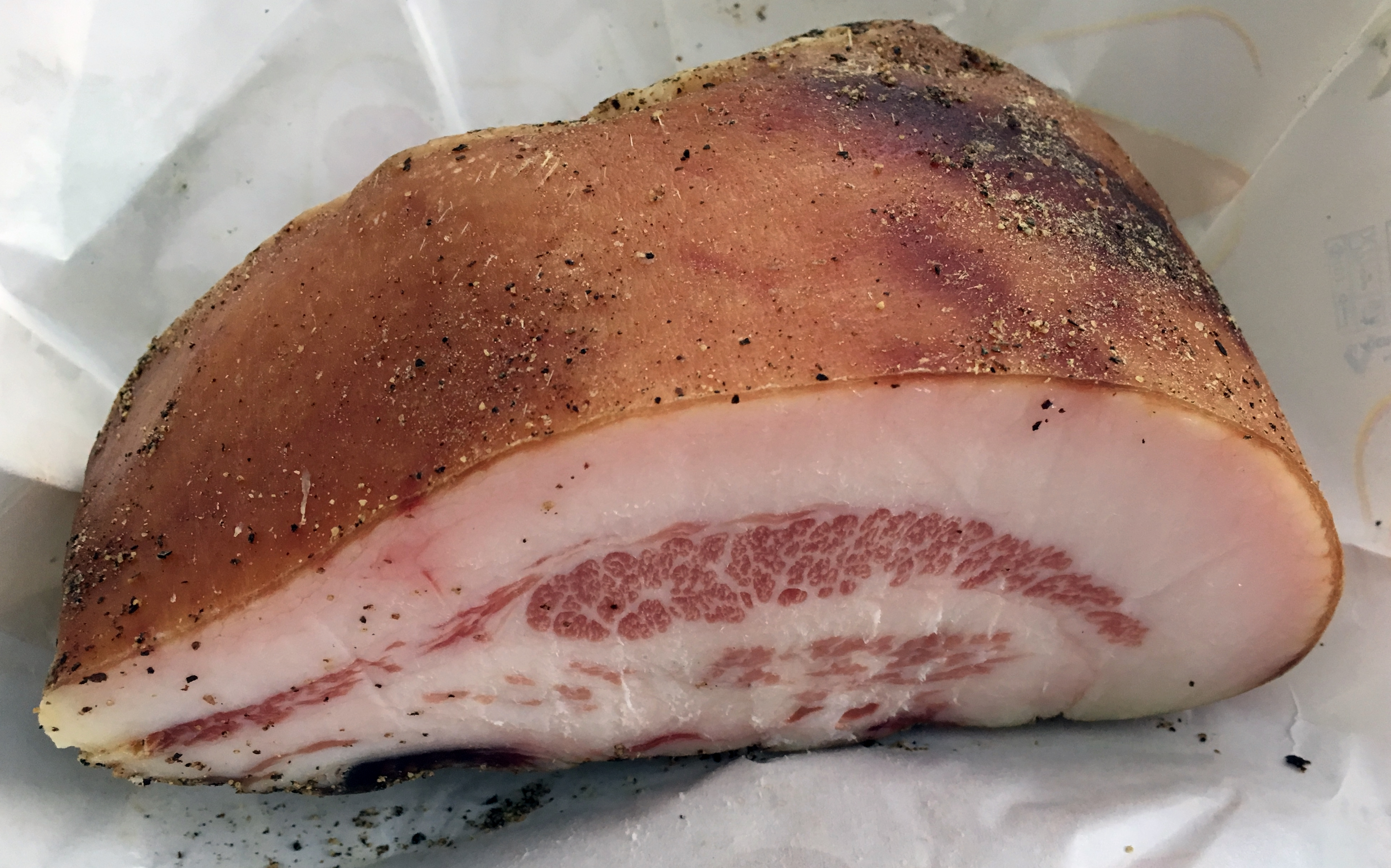
Guanciale di maiale

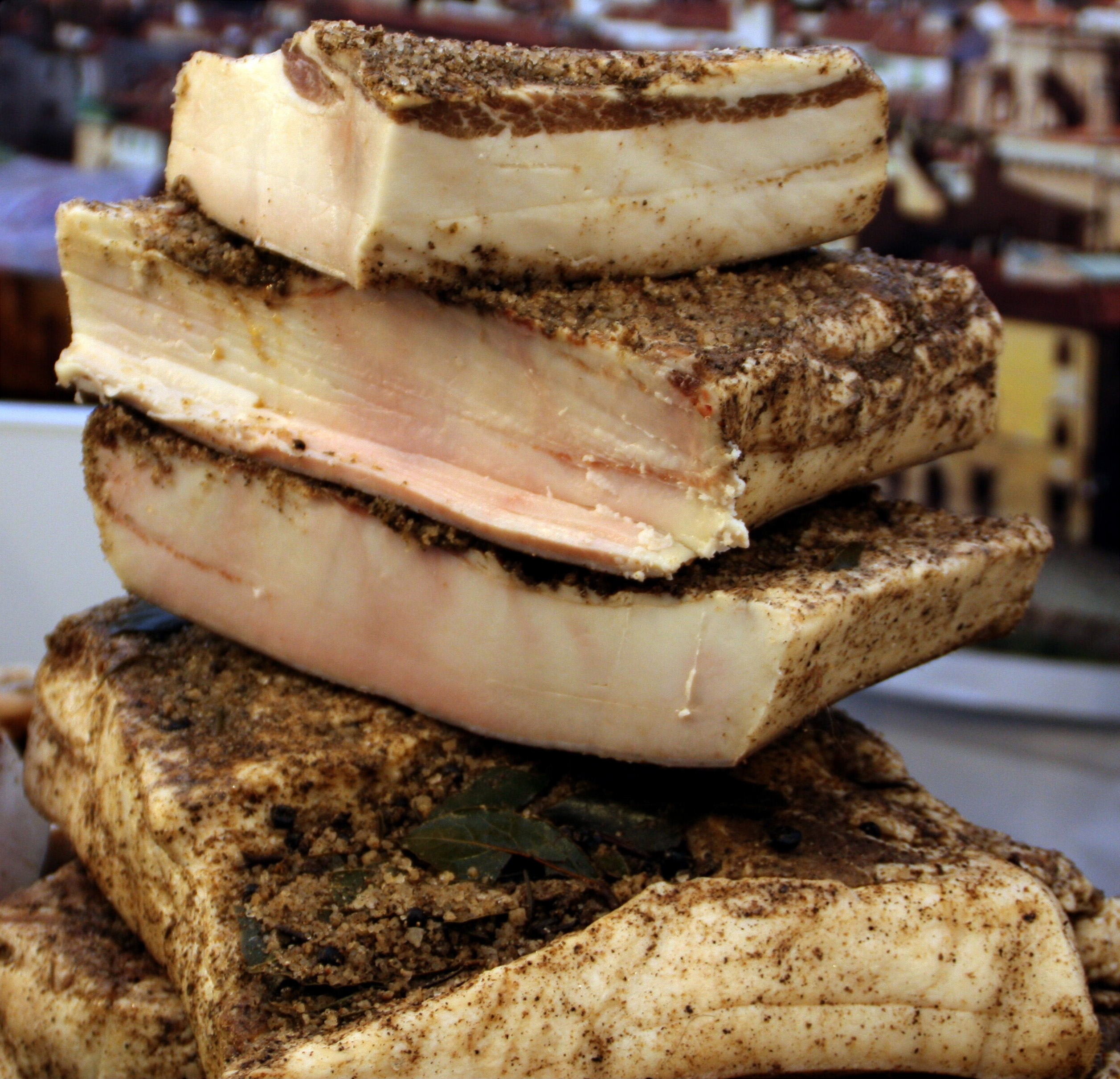
Lardo

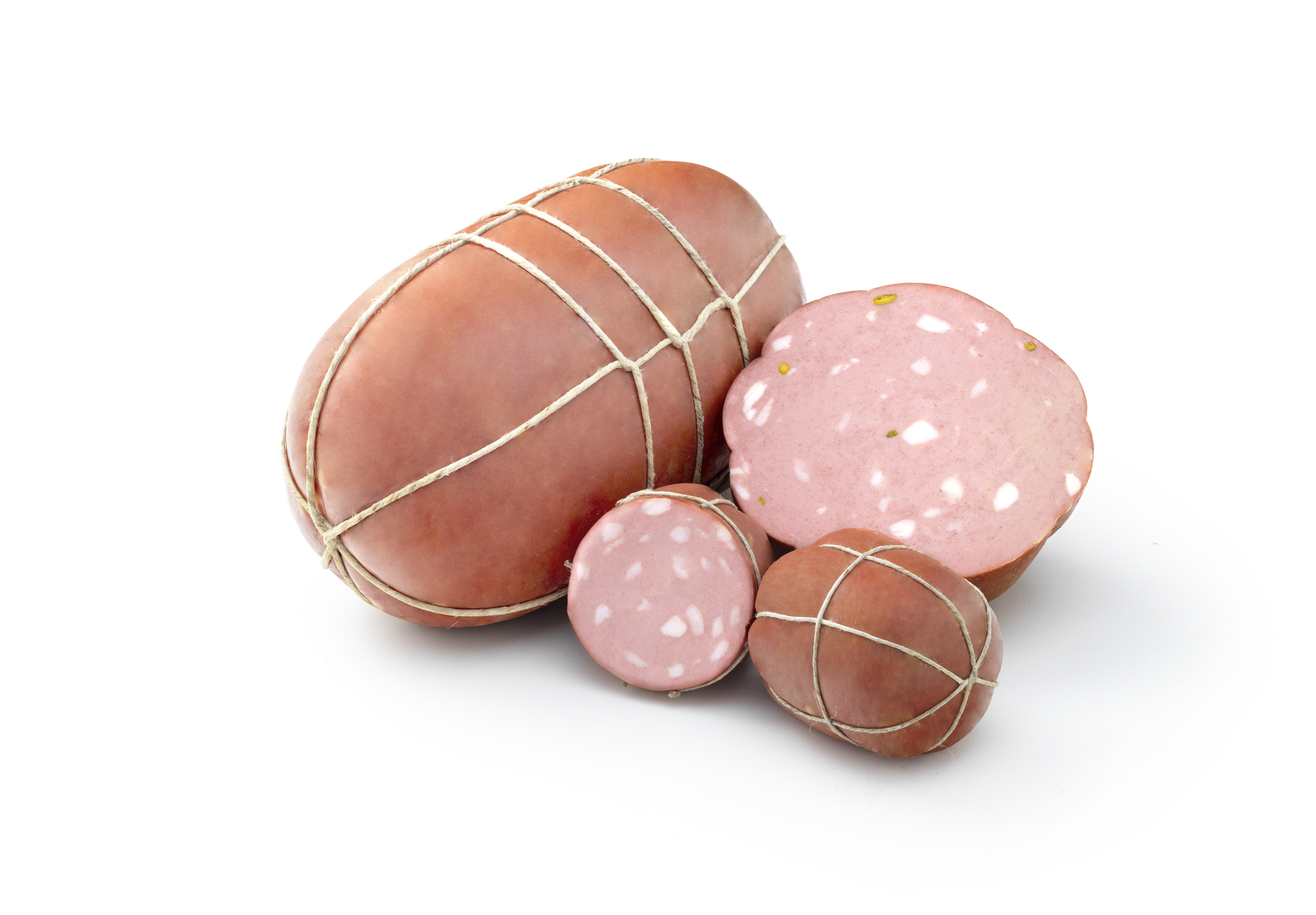
Mortadella

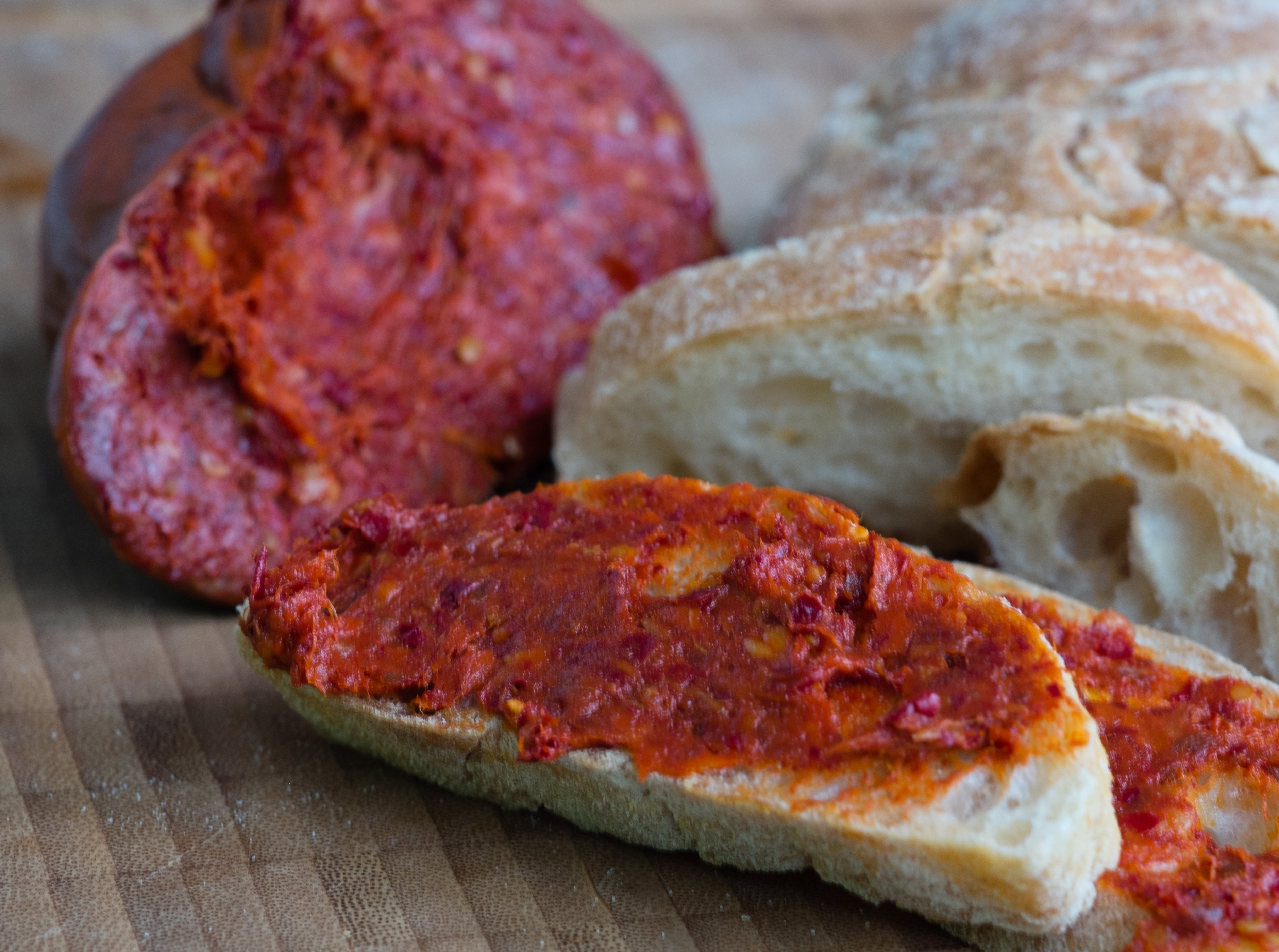
'Nduja

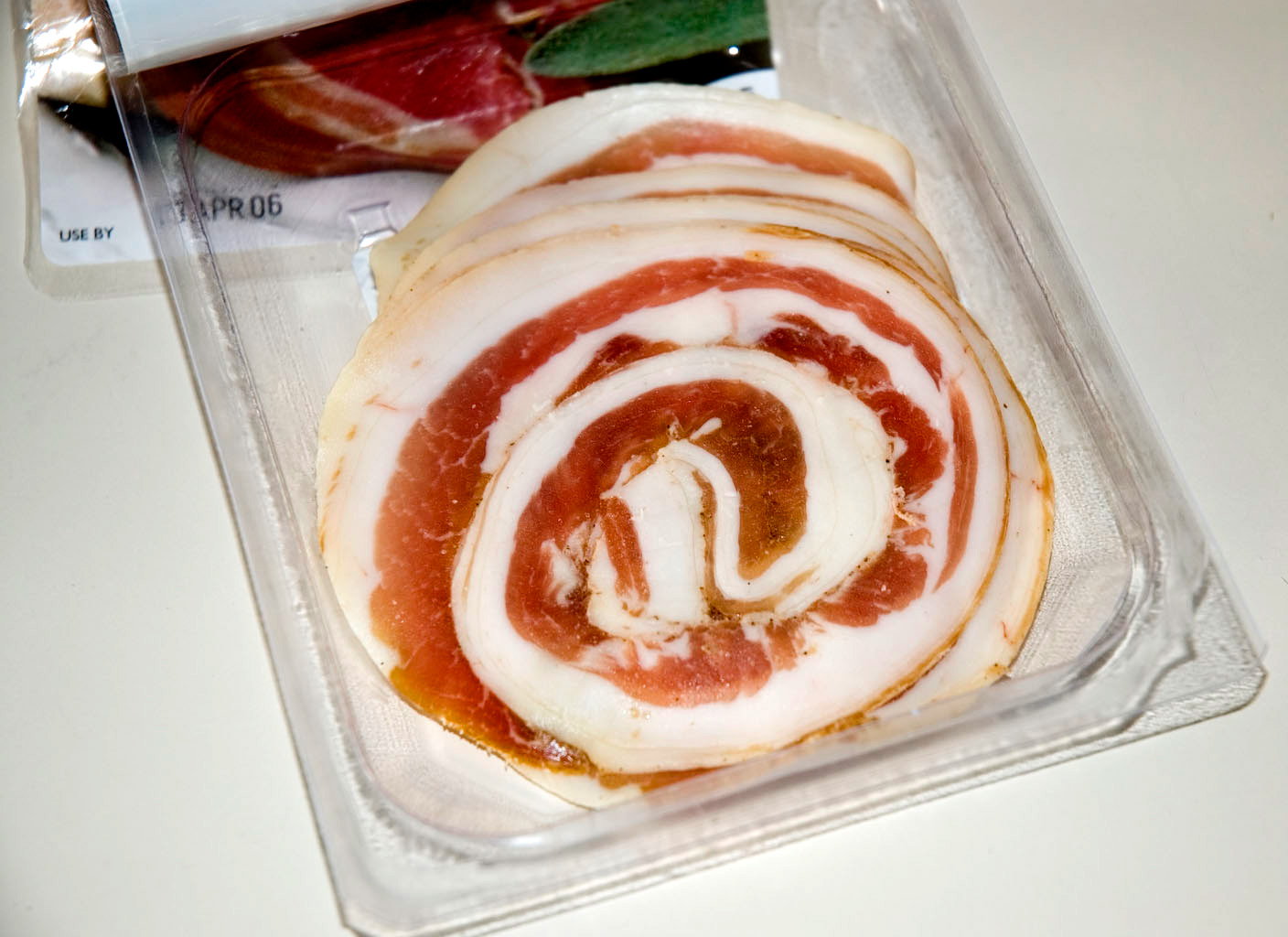
Pancetta

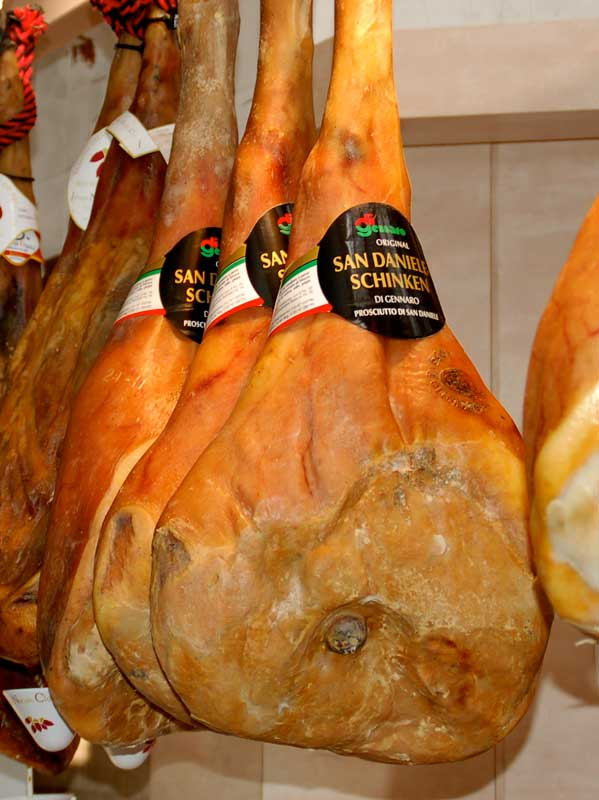
Prosciutto

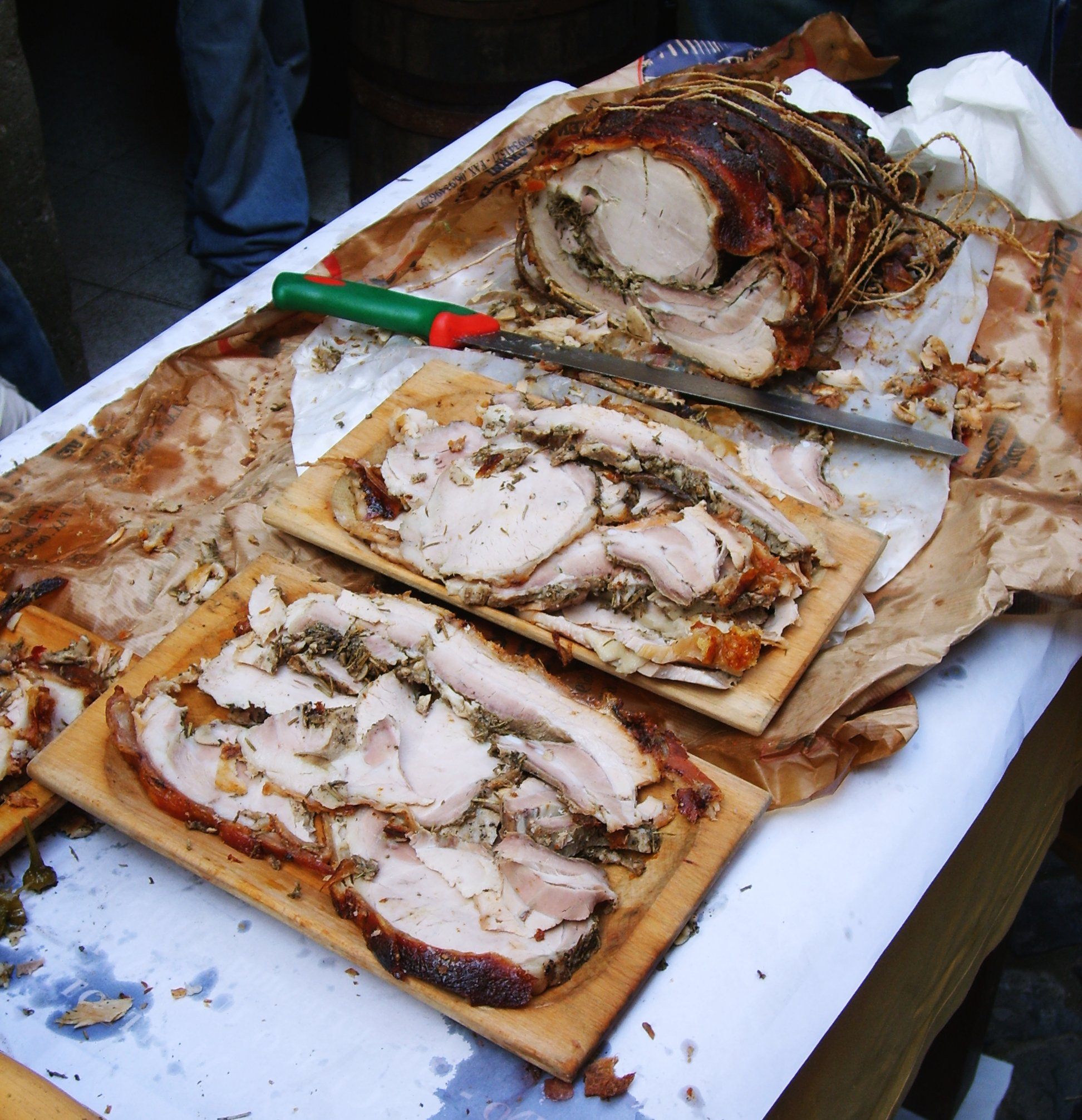
Porchetta

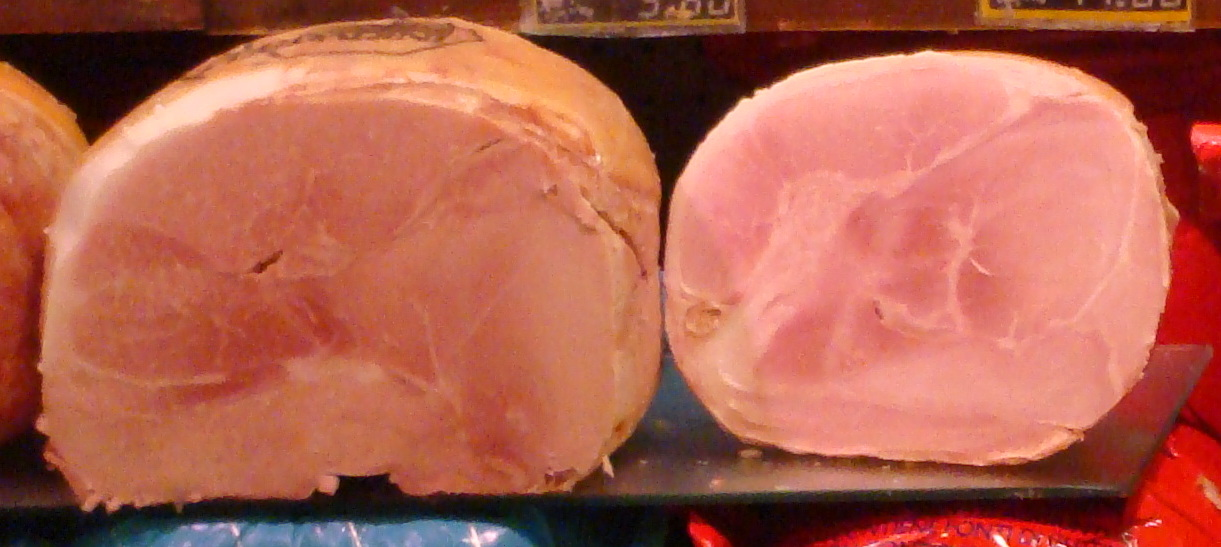
Prosciutto cotto

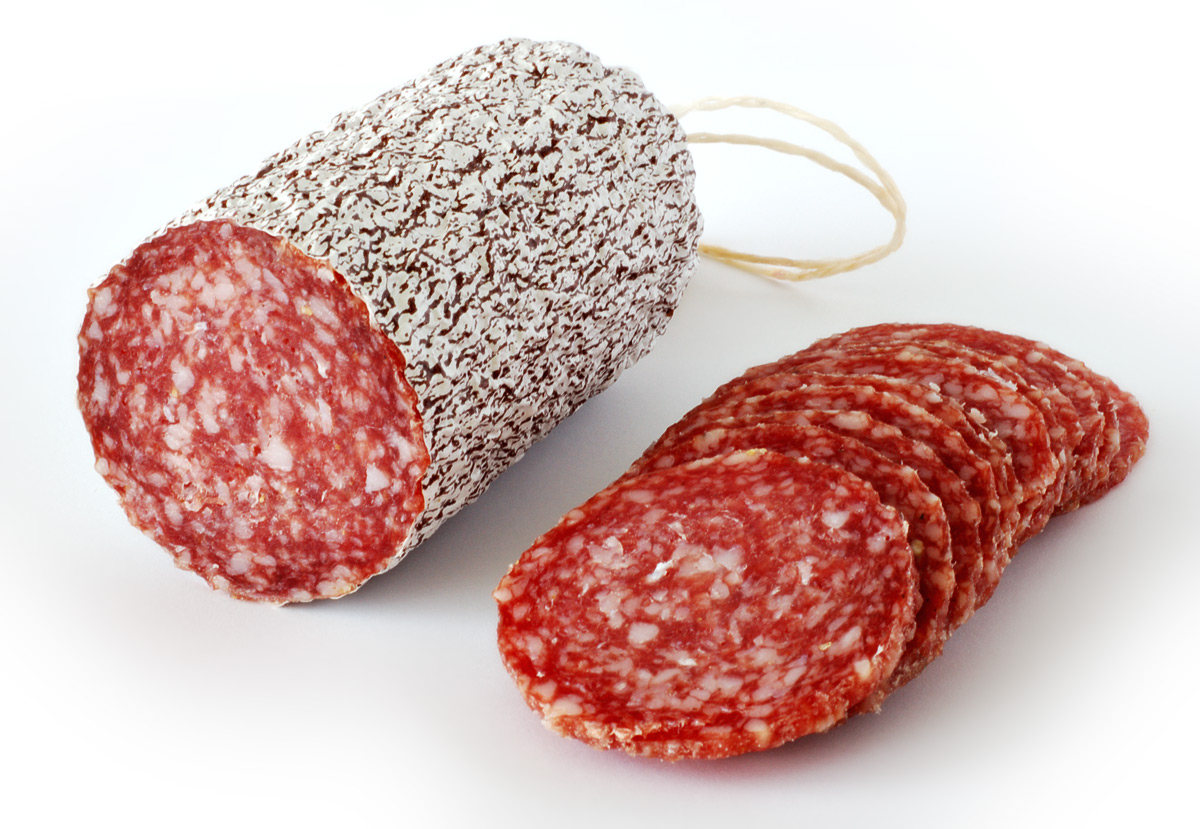
Salame

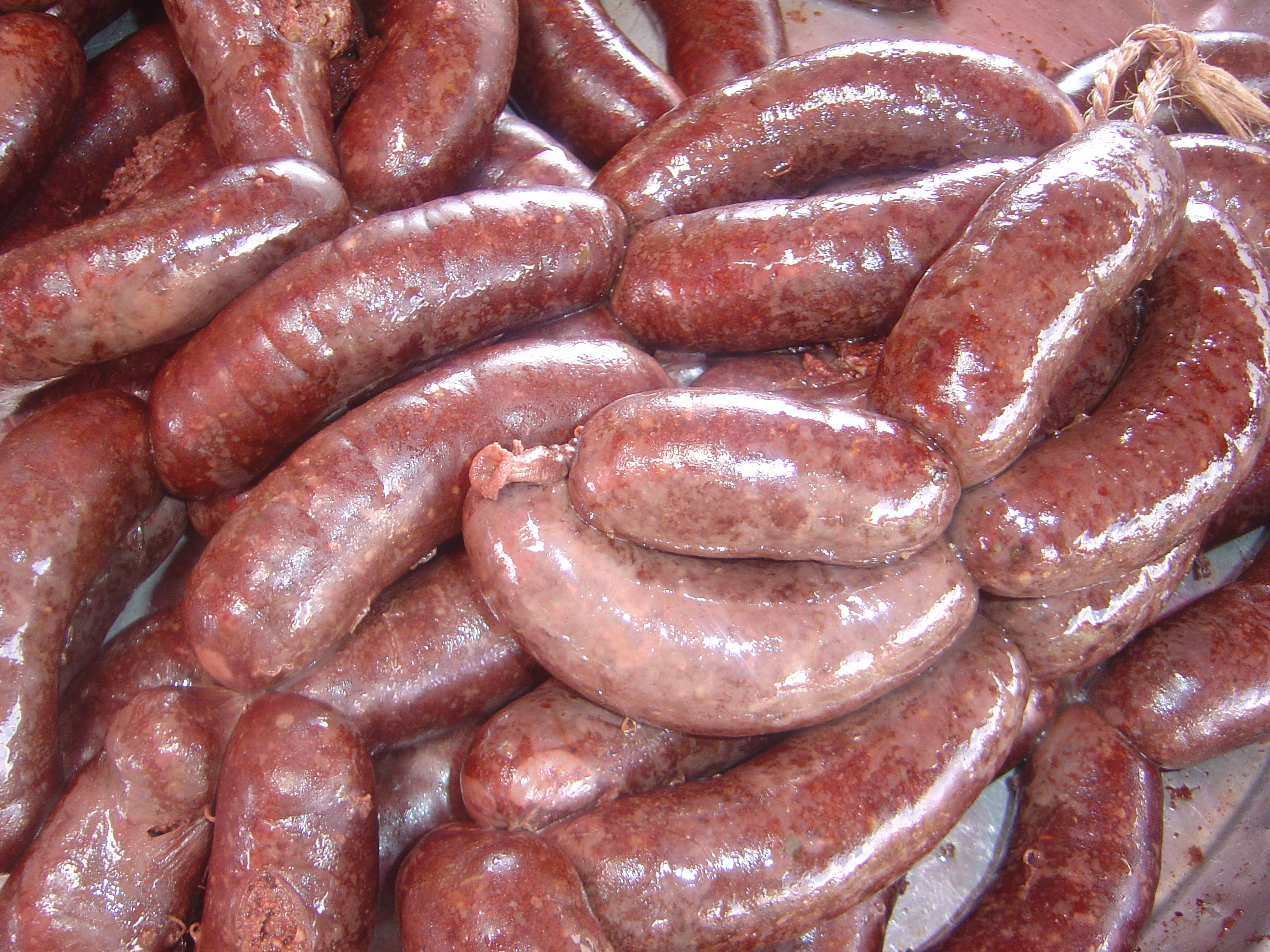
Salsiccia

- Andouille (Francia) esistono versioni con carni diverse dal suino (bovine o, più raramente, equine)
  - Andouille de Baye
  - Andouille de Cambrai
  - Andouille de Couvet (Belgio)
  - Andouille de Charleiu
  - Andouille de Couenne
  - Andouille de Guémené
  - Andouille de Jargeau
  - Andouille de Val-d'Ajol
  - Andouille de Vire
  - Andouille de Revin
  - Andouille de Bretagne
  - Andouille rouge o Bretonne Supérieure
  - Grenier médocain
- Andouillette (Francia) esistono versioni con carni diverse dal suino (bovine o, più raramente, equine)
  - Andouillette de Troyes
  - Andouillette de Jargeau
  - Andouillette provençale
  - Anduouillette de Cambrai
  - Andouillette lyonnaise
  - Andouillette du Périgord
  - Andouillette à la rouennaise
- Annoia (Abruzzo), talvolta classificato anche tra i salami
- Bardiccio
- Capocollo o Capicollo che in altre regioni viene chiamato Coppa
  - Capocollo di Calabria D.O.P.
  - Capocollo di Martina Franca
  - Capocollo tipico senese o Finocchiata
- Cervellata
- Cervellatine
- Ciauscolo, IGP (Marche) talvolta classificato anche tra i salami
- Cicciolata
- Ciccioli
  - Ciccioli della Val Leogra
- Ciuiga, che aggiunge all'impasto rape cotte e sminuzzate, talvolta classificato anche tra i salami
- Coglioni di mulo o Mortadella di Campotosto
- Coppa
  - Coppa Piacentina D.O.P.
  - Coppa di Parma IGP
  - Coppa di Corsica (Corsica)
- Cotechino
  - Cotechino di Modena IGP (Emilia-Romagna)
  - Cotechino Cremonese vaniglia (Lombardia)
  - Cappello del prete (Emilia-Romagna)
- Cru Saint Bernard (Valle d'Aosta)
- Culatello
  - Culatello con cotenna o Culatta o Culaccia (Emilia-Romagna)
  - Culatello di Zibello (Emilia-Romagna)
  - Fiocchetto (Emilia-Romagna)
  - Culatello Irpino (Venticano Irpinia)
- Figatelli
- Finocchiona, talvolta classificato anche tra i salami (Toscana)
- Golfetta
- Guanciale di maiale o Guanciola
  - Guanciale amatriciano (Lazio, Abruzzo)
  - Guanciale dei Monti Lepini (Lazio)
  - Barbina
  - Gota o goletta (Romagna)
- Lardo
  - Valle d'Aosta Lard d'Arnad D.O.P.
  - Lardo di Colonnata IGP
- Lombo al sale
- Lonza o Lonzino
  - Lombetto
  - Lonza di Corsica o Lonzu (Corsica)
- Luganega o Lucanica
  - Luganeghe della Val Leogra (Veneto)
  - Luganeghe de Tripan (Veneto)
  - Luganega nostrana Padovana (Veneto)
  - Luganega Trevigiana (Veneto)
  - Luganega Trevigiana bianca da riso (Veneto)
  - Lucanica Mochena piccante (Trentino)
  - Lucanica Mochena stagionata (Trentino)
  - Lucanica Cauriota affumicata o Luganega Cauriota affumicata (Trentino)
  - Lucanica secca della Val di Cembra (Trentino)
  - Lughenia di passola o Salame di rape (Lombardia)
  - Luganiga Ticinese (Canton Ticino)
  - Lummello abruzzese (Abruzzo)
- Mariola
- Mazzafegato
- Mocetta di suino
- Mortadella
  - Mortadella di Bologna (Emilia-Romagna)
  - Mortadella di Prato (Toscana)
  - Mortadela (Brasile, Argentina, Uruguay, Portogallo), derivata da quella di Bologna
- Mortadella di fegato o Fidighin
  - Mortadella di fegato della Valsassina (Lombardia)
- Mortandela
- 'Nduja (Calabria)
- Pancetta
  - Pancetta canusina
  - Pancetta coppata
  - Pancetta di Calabria D.O.P. (Calabria)
  - Pancetta Piacentina D.O.P. (Emilia-Romagna)
  - Pancetta affumicata
  - Pancetta arrotolata
  - Pancetta steccata
  - Pancetta tesa
  - Pancetta manicata
  - Pancetta fasciata
  - Pancetta vergazzata
  - Pancetta alla bergamasca (Lombardia)
  - Panceta ligada all'ai (Trentino)
  - Pancetta all'aglio di Caderzone (Trentino)
  - Rigatino (Toscana)
  - Ventresca di maiale (Umbria)
  - Pancetta col tocco (filetto) del basso vicentino (Veneto)
  - Pancetta con l'ossocollo del basso vicentino (Veneto)
  - Bacon
- Pastin
- Porchetta
  - Porchetta di Campli (Abruzzo)
  - Porchetta di Ariccia IGP (Lazio)
  - Porchetta Trevigiana (Veneto)
- Probusto (Trentino)
- Prosciutto
  - Prosciutto crudo di San Lorenzo Bellizzi (Calabria)
  - Prosciutto di maiale nero calabrese (Calabria)
  - Fiocco di prosciutto (Campania)
  - Prosciutto di Trevico (Campania)
  - Prosciutto di Venticano (Campania)
  - Prosciutto di Casaletto (Campania)
  - Prosciutto di monte (Campania)
  - Prosciutto di Pietraroja (Campania)
  - Prosciutto irpino (Campania)
  - Prisuttu (Corsica)
  - Prosciutto di Parma D.O.P. (Emilia-Romagna)
  - Prosciutto di Modena D.O.P. (Emilia-Romagna)
  - Prosciutto di San Daniele D.O.P. (Friuli-Venezia Giulia)
  - Prosciutto di Sauris IGP-PTN (Friuli-Venezia Giulia)
  - Prosciutto di Cormons (Friuli-Venezia Giulia)
  - Prosciutto dolce o affumicato (Friuli-Venezia Giulia)
  - Prosciutto del Carso (Friuli-Venezia Giulia)
  - Prosciutto crudo Praga (Friuli-Venezia Giulia)
  - Prosciutto Amatriciano IGP (Lazio)
  - Prosciutto di Guarcino (Lazio)
  - Prosciutto di Bassiano (Lazio)
  - Prosciutto dei monti Lepini al maiale nero (Lazio)
  - Prosciutto di montagna della Tuscia (Lazio)
  - Prosciutta Castelnovese (La Spezia - Liguria)
  - Prosciuttini della Valtellina (Lombardia)
  - Prosciuttini della Valtellina al pepe (Lombardia)
  - Prosciutto crudo bergamasco "il botto" (Lombardia)
  - Prosciutto mantovano (Lombardia)
  - Prosciutto di Carpegna D.O.P. (Marche)
  - Prosciutto aromatizzato del Montefeltro (Marche)
  - Prosciutto delle Marche (Marche)
  - Prosciutto di spalla (Molise)
  - Prosciutto di Cuneo D.O.P. (Piemonte)
  - Prosciutto crudo della Valle Gesso (Piemonte)
  - Prosciutto crudo dell'Alta Val Susa (Piemonte)
  - Prosciutto montano della Val Vigezzo (Piemonte)
  - Prosciutto di Coggiola o Paletta biellese o përsucc dla palëtta (Piemonte)
  - Prosciutto di Faeto (Puglia)
  - Presuttu (Sardegna)
  - Prosciutto di Villagrande Strisaili (Sardegna)
  - Prosciutto sardo (Sardegna)
  - Prosciutto di cinta senese D.O.P. (Toscana)
  - Prosciutto bazzone della Garfagnana e della Valle del Serchio (Toscana)
  - Prosciutto del casentino (Toscana)
  - Prosciutto chiantigiano (Toscana)
  - Prosciutto di Sorano (Toscana)
  - Prosciutto toscano D.O.P. (Toscana)
  - Prosciutto crudo allo zafferano di San Gimignano (Toscana)
  - Spalla stagionata (Toscana)
  - Paletta biellese (Piemonte)
  - Bauernschinken (prosciutto contadino) (Provincia autonoma di Bolzano)
  - Speck dell'Alto Adige IGP IGP (Provincia autonoma di Bolzano)
  - Speck Trentino (Trentino)
  - Prosciutto di Norcia IGP (Umbria)
  - Prosciutto di maiale brado di Norcia (Umbria)
  - Prosciutto nostrano (Umbria)
  - Jambon de Bosses (Valle d'Aosta) o Valle d'Aosta Jambon de Bosses
  - Jambon à la braise Saint-Oyen o Prosciutto alla brace Saint-Oyen (Valle d'Aosta)
  - Prosciutto Veneto Berico-Euganeo D.O.P. (Veneto)
  - Prosciutto crudo dolce di Este e Montagnana (Veneto)
  - Prosciutto di Clemenza
  - Ammerländer Dielenrauchenschinken (Germania)
  - Dehesa de Extremadura (Spagna)
  - Gailtaler Speck (Austria)
  - Guijuelo (Spagna)
  - Holsteiner Katenschinken (Germania)
  - Jamón ibérico (Spagna)
  - Jamón serrano (Spagna)
  - Jamón de Huelva (Spagna)
  - Jamón de Teruel (Spagna)
  - Jamón de Trevélez (Spagna)
  - Jambon de Luxeuil (Francia)
  - Jambon de Bayonne (Francia)
  - Jambon de l'Ardèche (Francia)
  - Jambon d'Ardennes (Belgio), solitamente affumicato
  - Jambon sec des Ardennes (Francia)
  - Kraški Pršut o Prosciutto del Carso (Slovenia)
  - Lacón Gallego (Spagna)
  - Los Pedroches (Spagna)
  - Presunto de Barrancos (Portogallo)
  - Presunto de Barroso (Portogallo)
  - Presunto de Vinhais (Portogallo)
  - Presunto o Paleta de Campo Maior e Elvas (Portogallo)
  - Presunto o Paleta de Santana da Serra (Portogallo)
  - Presunto o Paleta do Alantejo (Portogallo)
  - Schwarzwälder Scinken (Germania)
  - Tiroler Speck (Austria)
  - Prosciutto de Capitán Pastene (Cile)
- Prosciutto cotto
  - Prosciutto di Praga (senza osso)
  - Prosciutto cotto di Trieste (con osso)
  - Prosciutto cotto in crosta di pane
  - Speck cotto
  - Spalla cotta
    - Spalla di San Secondo (Emilia-Romagna)
    - Spalla di Filattiera (Toscana)
- Salama da Sugo
- Salame Macchina insaccatrice per salami
  - Bastardei
  - Salam casalin (Lombardia)

Macchina insaccatrice per salami

  - Salame italiano alla Cacciatora D.O.P., comunemente detti Cacciatori
  - Salame all'aglio (Emilia-Romagna) e (Lombardia)
  - Salame all'aglio della Val Rendena (Trentino-Alto Adige)
  - Salame di Bobbio (Emilia-Romagna)
  - Salame Brianza D.O.P. (Lombardia)
  - Salame di Fabriano (Marche)
  - Salame di Felino IGP (Emilia-Romagna)
  - Salame di Mugnano (Campania)
  - Salame di Varzi D.O.P. (Lombardia)
  - Salame Bergamasco (Lombardia)
  - Salame Cremona IGP (Lombardia)
  - Salame Mantovano (Lombardia)
  - Salame Milano
  - Salame Piacentino D.O.P. (Emilia-Romagna)
  - Salame Rosa (Emilia-Romagna), salume cotto
  - Salame Toscano (Toscana)
  - Salame di Crotone (Calabria)
  - Salame crudo di Albidona (Calabria)
  - Salame Aquila (Abruzzo)
  - Salame Napoli
  - Salame pezzente (Basilicata)
  - Salame di Sibiu (Transilvania)
  - Salame suino nero dei Nebrodi (Sicilia)
  - Salame al pistacchio dell'Etna (Sicilia)
  - Salame Siciliano al finocchietto selvatico (Sicilia)
  - Salame Siracusano (Sicilia)
  - Salame Sant'Angelo di Brolo IGP (Sicilia)
  - Salame di cinghiale ragusano (Sicilia)
  - Salame zia (Eilia-Romagna)
  - Salame Genovese di Sant'Olcese (Liguria)
  - Salame Nostrale (Mortadella Nostrale) (Lunigiana)
  - Salame di turgia (Piemonte), con carni anche bovine
  - Salame di Cinta senese (Toscana)
  - Salame di patate o Salampatata (Piemonte)
  - Salame ungherese
  - Strolghino (Emilia-Romagna)
  - Kaminwurzen (Alto Adige)
  - Skilandis (Lituania)
  - Chorizo nei paesi ispanici (Spagna e America Latina)
  - Chouriço (Portogallo e Brasile)
  - Falukorv (Svezia)
  - Fuet (Catalogna)
  - Kabanos (Polonia)
  - Longaniza (Portogallo)
- Salame cotto
- Salame gentile
  - Salame gentile di Bobbio, talvolta classificato anche tra i salami
- Salamella
  - Salamelle di Mantova (Lombardia)
  - Salamella fresca Trentina (Trentino)
  - Salamella fresca all'aglio di Caderzone (Trentino)
- Salsiccia
  - Cervelas (Svizzera, Belgio, Alsazia, Germania dove prende il nome di Zervelatwurst)
  - Figatellu (Corsica)
  - Leverwurst (Alto Adige)
  - Melsát (Francia)
  - Salsiccia di fegato (Abruzzo e Marche)
  - Salsiccia di fegato con miele (Abruzzo)
  - Salsiccia di maiale sott'olio (Abruzzo)
  - Salsicciotto frentano (Abruzzo)
  - Salsiccia dolce, con finocchietto (o semi di coriandolo) e con peperoncino rosso di Senise in polvere (Basilicata)
  - Salsiccia piccante, con finocchietto e peperoncino piccante (Basilicata e Calabria)
  - Salsiccia pezzente, così chiamata per l'impiego di parti meno pregiate e più grasse (Basilicata e Calabria)
  - Salsiccia con finocchietto selvatico o satizza (Calabria)
  - Salsiccia di Calabria D.O.P. (Calabria)
  - Salsiccia di coretto (Calabria)
  - Salsiccia Lucanica di Picerno IGP (Basilicata)
  - Salsiccia sott'olio (d'oliva) (Calabria)
  - Salsiccia Napoletana (Campania)
  - Salsiccia affumicata (Campania)
  - Salsiccia sotto sugna (Basilicata, Calabria e Campania)
  - Salsiccia di polmone (Campania)
  - Salsiccia sotto sugna di Casale di Carinola (Campania)
  - Salsiccia sotto sugna di Vairano Patenora (Campania)
  - Salsiccia rossa di Castelpoto (Campania)
  - Cervellatine (Campania)
  - Salsiccia fina o grosso (Emilia-Romagna)
  - Salsiccia "matta", fatta con tagli meno pregiati, soprattutto della gola vicino al taglio per il dissanguamento dell'animale in fase di macellazione (Emilia-Romagna)
  - Salsicciotto alla piacentina, salame da cuocere (Emilia-Romagna)
  - Salsiccia al coriandolo di Monte San Biagio (fresca, conservata e secca) - (Lazio)
  - Salsicce (corallina romana, susianella, al coriandolo, paesana) - (Lazio)
  - Salsicce secche aromatiche (Lazio)
  - Salsicce secche di suino della Ciociaria e dei monti Lepini (Lazio)
  - Salsiccia dei monti Lepini al maiale nero (Lazio)
  - Salsiccia di fegato (mazzafegato di Viterbo, paesana da sugo) - (Lazio)
  - Salsiccia di fegato dei monti Lepini al maiale nero (Lazio)
  - Salsiccia di fegato di suino (tipica dell'Alta Valle del Velino) - (Lazio)
  - Salsiccia sott'olio (allo strutto) - (Lazio)
  - Salsiccia di ceriana o Slasiccia (Liguria)
  - Salsiccia di pignone (Liguria)
  - Salsiccia di cinghiale (Marche e Toscana)
  - Salsiccia di maiale di Pietracatella (Molise)
  - Salsiccia di fegato di maiale (Molise)
  - Salsiccia al formentino (Piemonte)
  - Salsiccia di Bra (Piemonte)[3]
  - Salsiccia di cavolo o sautissa ëd coi (Piemonte)
  - Salsiccia di riso (Piemonte)
  - Salsiccia a punta di coltello dell'alta Murgia (Puglia)
  - Salsiccia alla salentina, sardizza, sarsizza, satizza (Puglia)
  - Salsiccia dell'appennino dauno (Puglia)
  - Salsicciotti di Laterza (Puglia)
  - Salsiccia di Siligo, di suino, affumicata, con pepe nero, chiodi di garofano e finocchietto selvatico (Sardegna)
  - Salsiccia di suino fresca (Sardegna)
  - Salsiccia di suino secca di Irgoli detta comunemente "Sartizzu" (Sardegna)
  - Salsiccia di maiale fresca, secca e affumicata, detta "a sasizza" (Sicilia)
  - Salsiccia pasqualora (Sicilia)
  - Salsiccione grasso (Sicilia)
  - Salsiccia Toscana (Toscana)
  - Salsiccia con patate (Toscana)
  - Salsiccia con fagioli (Toscana)
  - Salsiccia di cinghiale sott'olio (Toscana)
  - Salsiccia di Montignoso (Toscana)
  - Salsiccia toscana o Sarciccia (Toscana)
  - Salsiccia tipica polesana (Veneto)
  - Barbusti (Veneto) (Trentino-Alto Adige)
  - Salsiccia con le rape (Veneto)
  - Saouseussa valdotena (Valle d'Aosta)
  - Saucisse de Morteau (Francia)
  - Jésus de Morteau (Francia)
  - Saucisse de Montbéilard (Francia)
  - Zampina, prodotto tipico di Sammichele di Bari (Puglia)
- Sambudello o Sanbudello
- Sanguinaccio
  - Brusti (Trentino-Alto Adige)
  - Baldonazzo (Trentino-Alto Adige)
  - Buristo (Toscana)
  - Bodeun (Valle d'Aosta)
  - Mallegato o Biroldo (Toscana)
  - Sangeli (Sicilia)
  - Blutwurst (Germania)
- Sopressa
  - Sopressa Vicentina D.O.P., talvolta classificata anche tra i salami
- Sopprassata
  - Sopprassata Toscana (Toscana)
  - Sopprassata di Fabbriano (Marche), conosciuta anche come Coppa di Testa
- Soppressata, talvolta classificate anche tra i salami
  - Soppressata cilentana e del Vallo di Diano
  - Soppressata di Gioi
  - Soppressata di Decollatura
  - Soppressata siciliana di Nicosia
  - Soppressata di Basilicata
  - Soppressata di Puglia
  - Soppressata di Napoli
  - Soppressata Irpina
  - Soppressata di Calabria D.O.P.
  - Sobrassada (Spagna)
- Spalla di San Secondo (Emilia-Romagna)
  - Spalla cruda (Emilia-Romagna)
- Strinù
- Tarese valdarno
- Testa in cassetta
  - Coppa di testa, detta anche Soprassata
  - Coppa marchigiana (Marche)
  - Capocchia toscana detta soppressata, soprassata, capaccia o capofreddo
  - Tobă (Romania)
  - Suzzo (Sicilia)
- Trippa di Moncalieri[4]
- Ventricina, talvolta classificata anche tra i salami
  - Ventricina di Guilmi o Salsicciotto di Guilmi (Abruzzo)
  - Ventricina vastese (Abruzzo)
- Zampone
  - Zampone Modena IGP
- Würstel (Germania, Austria, Italia e, con vari nominativi, in molti altri paesi), può essere prodotto anche con carni diverse da quelle suine
  - Salsiccia di Vienna o Wiener o Wiener Würstchen
  - Salsiccia di Francoforte o Frankfurter Würstchen o Frankfurter
  - Frankfurter Rindswurst
  - Brühwurst

### Salumi di volatili da cortile
- Salame d'oca di Mortara IGP
- Cacciatori d'oca
- Prosciuttino crudo d'oca del Friuli
- Prosciuttino d'oca
- Petto d'oca affumicato
- Petto d'anatra affumicato
- Prosciutto di struzzo
- Tacchino affumicato (petto)
- Galantina, che può essere sia di pollame che di cacciagione
- Carne di struzzo (Sardegna)